# 岩本仁志
岩本 仁志（いわもと ひとし、1964年4月17日 - ）は、日本テレビ放送網制作局ドラマ班所属のディレクター、演出家。代表作に『白線流し』、『ナースのお仕事』、『神様、もう少しだけ』､『救命病棟24時』、『女王の教室』などがある。2002年に『明日があるさ THE MOVIE』で映画監督デビューも果たしている。東京大学卒業。

## 経歴
1989年、フジテレビジョンに入社。第一制作部に所属し、いくつかのヒット番組を演出するが、2000年にローカル営業部への異動が発令され、いったんはドラマ制作から遠ざかる。その後、日本テレビからのオファーがあり、2001年3月にフジテレビジョンを退職、日本テレビと「年度契約社員」として契約。現在日本テレビ・日テレアックスオン社員。

## 主な作品
※太字は連続ドラマのチーフディレクター

### NHK
- デザイナーベイビー - 速水刑事、産休前の難事件 -（2015年9月～11月）
- 全力失踪（2017年9月～10月）
- ダイアリー（2018年9月）

### フジテレビ系
- 屋根の上の花火（1993年3月6日）
- 夏子の酒（1994年1月～3月）
- 君といた夏（1994年7月～9月）
- For You（1995年1月～3月）
- 白線流し（1996年1月～3月）
- ナースのお仕事（1996年7月～9月）
- 3番テーブルの客（1996年10月～1997年3月）
- ナースのお仕事スペシャル（1997年4月4日）
- 白線流し～19の春（1997年8月8日）
- ナースのお仕事2（1997年10月～12月）
- 神様、もう少しだけ（1997年7月～9月）
- お仕事です!（1998年4月～7月）
- 救命病棟24時（1999年1月～3月）
- 白線流し～二十歳の風（1999年1月15日）
- Vの嵐（1999年10月）
- ナースのお仕事3（2000年4月～9月）

### 日本テレビ系
- 明日があるさ（2001年4月～6月）
- レッツゴー!永田町（2001年10月～12月）
- 最後の弁護人(2002年1月～3月）
- ナースマン（2002年1月～3月）
- ぼくの魔法使い（2003年4月～7月）
- あした天気になあれ。（2003年10月～12月）
- ラストプレゼント 娘と生きる最後の夏（2004年7月～9月）
- 負け犬の遠吠え（2001年1月8日）
- プロポーズ 本当にあったプロポーズにまつわる3つの物語（2005年6月29日）
- 女王の教室（2005年7月～9月）
- 野ブタ。をプロデュース（2005年10月～12月）
- 女王の教室 エピソード1〜堕天使（2006年3月17日）
- ギャルサー（2006年4月～6月）
- たったひとつの恋（2006年10月～12月）
- 演歌の女王（2007年1月～3月）
- 受験の神様（2007年7月～9月）
- 斉藤さん（2008年1月～3月）
- OLにっぽん（2008年10月～12月）
- MW-ムウ- 第0章 〜悪魔のゲーム〜（2009年6月30日）
- 華麗なるスパイ（2009年7月～9月）
- ギネ 産婦人科の女たち（2009年10月～12月）
- 左目探偵EYE（2010年1月～3月）
- デカ007（2010年4月26日）
- 幸福の黄色いハンカチ（2011年10月10日）
- クレオパトラな女たち（2012年4月～6月）
- リバース～警視庁捜査一課チームZ～（2013年4月5日）
- 斉藤さん2（2013年7月～9月）
- 雲の階段（2013年10月～12月）
- マジすか学園4（2015年1月～3月）
- 時をかける少女（2016年7月～8月）
- 崖っぷちホテル!（2018年4月～6月）
- 恋はDeepに（2021年4月〜6月）
- 家庭教師のトラコ（2022年7月～9月）

### その他
- 今日からヒットマン（2014年、BeeTV）
- アカギ（2015年7月～9月、BSスカパー!）
- 銭形警部 真紅の捜査ファイル（2017年2月～3月、hulu）
- 銭形警部 漆黒の犯罪ファイル（2017年2月～3月、WOWOW）
- アカギ～鷲巣麻雀完結編～（2018年5月～6月、BSスカパー!）
- らせんの迷宮～DNA科学捜査～（2021年10月～、テレビ東京）

### 映画
- 明日があるさ THE MOVIE（2002年10月5日）
- MW-ムウ-（2009年7月4日）

## 受賞歴
- 1996年
  - 第8回ザテレビジョンドラマアカデミー賞 監督賞（木村達昭､本間欧彦と共に）（『白線流し』）[1]
- 1998年
  - 第18回ザテレビジョンドラマアカデミー賞 監督賞（武内英樹､田島大輔､西浦正記と共に）（『神様、もう少しだけ』）[1]
- 2005年
  - 第47回ザテレビジョンドラマアカデミー賞 監督賞（『野ブタ。をプロデュース』）[2]